# Freiras cistercienses

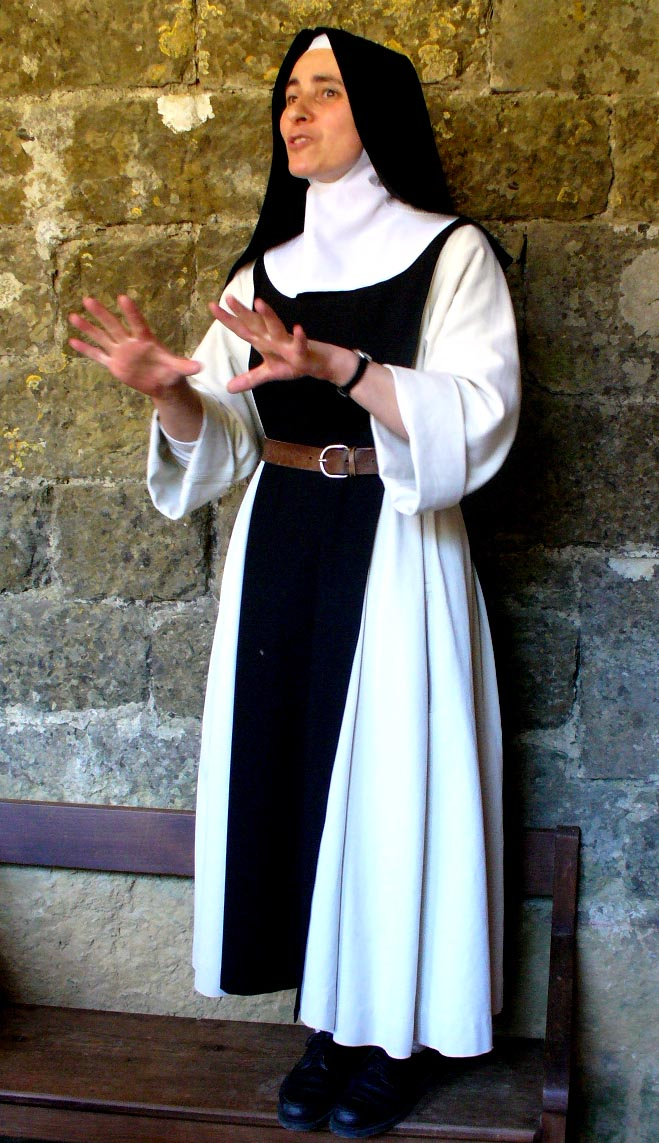
Uma freira da Abadia Cisterciense de Nossa Senhora de Rieunette, perto de Carcassonne, França (2006)

As freiras cistercienses são membros femininos da Ordem Cisterciense, uma ordem religiosa pertencente ao ramo católico romano da Igreja Católica.

## História
O primeiro mosteiro cisterciense para mulheres, Le Tart Abbey, foi estabelecido em Tart-l'Abbaye na Diocese de Langres (atual Dijon), em 1125, por freiras do mosteiro beneditino de Juilly, e com a cooperação de Santo Estêvão Harding, abade de Cîteaux. Em Juilly, uma dependência da Abadia de Molesme, Humbeline, irmã de São Bernardo de Claraval, viveu e morreu.
As freiras cistercienses de Le Tart fundaram sucessivamente Ferraque (1140) na Diocese de Noyon, Blandecques (1153) na Diocese de St-Omer e Montreuil-les-Dames (1164) perto de Laon. Na Espanha, o primeiro mosteiro cisterciense de mulheres foi o de Tulebras (1134) no Reino de Navarra. Depois vieram Santa María la Real de las Huelgas (Valladolid) (1140), Espírito Santo Olmedo (1142), Villabona ou San Miguel de las Dueñas (1155), Perales (1160), Gradefes (1168), Cañas (1169) e outras. A mais celebrada foi Santa María la Real de Las Huelgas perto de Burgos, fundada em 1187 por Alfonso VIII de Castela. A observância foi ali estabelecida por freiras cistercienses que vieram de Tulebras, sob a orientação de Misol, que se tornou sua primeira abadessa. A segunda abadessa foi Constança, filha do fundador, que acreditava ter o poder de pregar em sua igreja e ouvir confissões de seus religiosos. No ano seguinte, 1190, as dezoito abadessas da França realizaram seu primeiro capítulo geral em Tart. As próprias abadessas da França e da Espanha faziam visitas regulares às suas casas de filiação. O Concílio de Trento, por seus decretos sobre o claustro das monjas, pôs fim ao capítulo e às visitas.
Na Itália, em 1171, foram fundados os mosteiros de Santa Lucia em Siracusa, San Michele em Ivrea e o de Conversano, o único da península em que as abadessas carregam um báculo. Um século depois, as freiras cistercienses estabeleceram casas na Suíça, Alemanha ( Abadia de St. Marienthal em 1234) e Flandres.
O declínio que se manifestou nas comunidades de monges da Ordem de Cister em meados do século XIV foi sentido também nos mosteiros de monjas. Foi nessa época que a Ordem Concepcionista foi fundada em Toledo, Espanha, por Beatriz de Silva. Suas freiras foram rápidas em abandonar a Regra Cisterciense pela das Clarissas . Na França, Jeanne de Courcelles de Pourlan, tendo sido eleita abadessa de Tart em 1617, restaurou a disciplina regular em sua comunidade, que foi transferida para Dijon em 1625. Devido à hostilidade do abade de Cîteaux à reforma, a abadessa de Pourlan fez com que a Santa Sé retirasse sua abadia da jurisdição da Ordem de Cîteaux. Em 1602, outra reforma foi realizada em Port-Royal des Champs por Angélique Arnauld, que, para prover os membros cada vez maiores da comunidade, fundou Port-Royal de Paris, no Faubourg de Saint-Jacques (1622). A rainha Maria de Médici declarou-se protetora desta instituição, e o Papa Urbano VIII a isentou da jurisdição do abade de Cîteaux, colocando-a sob a de Paris. Os religiosos de Port-Royal de Paris e de Port-Royal des Champs acabaram por se consagrar à adoração do Santíssimo Sacramento. No entanto, a vizinhança do abade de Saint-Cyran tornou-se perigosa para eles, e eles viram a supressão e destruição de Port-Royal des Champs por ordem de Luís XIV em 1710, enquanto eles próprios estavam dispersos. A propriedade e os títulos abaciais foram anexados a Port-Royal de Paris, que subsistiu até a época da Revolução Francesa, antes de ser transformado primeiro em prisão e depois em maternidade.
Após a Revolução Francesa, outra reforma ocorreu. Dom Augustin de Lestrange reuniu as freiras cistercienses dispersas da França, com membros de outras ordens igualmente dispersas, e reconstruiu a Irmandade Cisterciense. Em 1795, deu-lhes um mosteiro que chamou de Santa Vontade de Deus (La Sainte-Volonté de Dieu), situado em Bas-Valais, Suíça. Os trapistinos, como eram chamados os novos religiosos, foram obrigados a deixar a Suíça em 1798. Eles seguiram os monges trapistas em suas viagens pela Europa, retornaram à Suíça em 1803 e lá permaneceram até 1816, quando finalmente puderam retornar à França e estabelecer residência em Forges, perto de La Trappe. Dois anos depois, ocuparam um antigo mosteiro dos agostinianos em Les Gardes, na diocese de Angers. Os trapistinos se espalharam pela França e por outros países da Europa. Desde a reunião das três congregações de La Trappe, em 1892, elas foram oficialmente intituladas Cistercienses Reformados da Estrita Observância.

## Na América do Norte
Um noviço cisterciense que veio da Europa ao mesmo tempo que os trapistas, e ao qual se juntaram dezessete mulheres dos Estados Unidos, tentou estabelecer uma comunidade, mas as circunstâncias impediram seu sucesso. Padre Vincent de Paul (nascido Jacques Merle, 1769-1853), em Tracadie, Nova Escócia, tendo pedido à Congregação de Notre Dame de Montreal três irmãs para ajudá-lo em sua missão na Nova Escócia, estabeleceu-as lá e, após a provação, admitiu-os à profissão de votos simples da Ordem Terceira de La Trappe. No entanto, a comunidade na realidade nunca fez parte da Ordem de Cîteaux nem usava o hábito cisterciense.
O Mosteiro de Nossa Senhora do Bom Conselho, em Saint-Romuald, perto da cidade de Quebec, a primeira comunidade genuína de monjas cistercienses na América, foi estabelecido em 1902 por Madre Lutgarde, Prioresa de Bonneval, França, quando em 21 de novembro de 1902, ela trouxe um pequena colônia de religiosas. Em 29 de julho do ano seguinte, Mons. Marois, como delegado do Arcebispo de Quebec, abençoou o novo mosteiro. Os meios de subsistência desta casa eram o trabalho agrícola e a fabricação de chocolate. A comunidade estava sob a direção do Arcebispo de Quebec. Outra, a Abadia de Notre-Dame de l'Assomption em Rogersville, New Brunswick, onde já havia alguns monges cistercienses, foi estabelecida pelas irmãs expulsas pelo governo francês de seu Mosteiro de Vaise, em Lyon.

## Mosteiros de monjas cistercienses da estrita observância

### África
- Angola: Huambo, Luanda
- Benin: Parakou
- Camarões: Obout
- República Democrática do Congo: Kinshasa
- Madagascar: Ampibanjinana
- Nigéria: Abakaliki
- Ruanda: Cyangugu, Kibungo
- Uganda: Masaka

### Ásia
Índia: Kerala, Indonésia: Salatiga, Japão: Ajimu, Hakodate, Imari, Nishinomiya, Tochigi; Filipinas: South Cotabato, Coreia do Sul: Kyongnam, Síria: Midan-Aleppo

### Europa
Existem inúmeros mosteiros espalhados por toda a Europa, sendo a França o maior número.
- Bélgica: Bocholt, Bouillon, Brecht, Chimay, Fleurus e Tilff
- República Checa: Neveklov, Convento Porta coeli em Předklášteří
- França: Anduze, Arcis-le-Ponsart, Auros, Bernardvillé, Blauvac, Campénéac, Charmes, Échourgnac, Laval, Le Cayrol, Meymac, Roybon, St-Georges-des-Gardes e Troisvaux
- Alemanha: Dahlem, Donnersberg, Abadia de St. Marienthal em Ostritz
- Hungria: Érd, Kismaros[1]
- Irlanda: Lismore
- Itália: Pisa, Roma e Vitorchiano
- Holanda: Arnhem
- Noruega: Abadia de Tautra
- Espanha: Alloz-Estella, Arévalo, Armenteira, Arnedo, Ávila, Benaguasil, Burgos (Las Huelgas), Cañas, Carrizo de La Ribera, Cartagena, San Andrés de Arroyo e Tulebras
- Suíça: Romont e Sierre
- Reino Unido: Abadia de Santa Cruz, Whitland[2] no País de Gales

### América latina
Argentina: Hinojo, Brasil: Boa Vista, Chile =: Curicó Equador: Esmeraldas, México: Ciudad Hidalgo, Nicarágua: Santo Tomas-Chontales, Venezuela: El Tocuyo

### América do Norte
Canadá: Rogersville, NB e Saint-Benoît-Labre, Quebec EUA: Crozet VA, Dubuque IA, Sonoita AZ, Whitethorn CA e Wrentham, MA